# DaMarcus Beasley
DaMarcus Lamont Beasley (født 24. maj 1982 i Fort Wayne, Indiana, USA) er en amerikansk fodboldspiller, der spiller som wing eller kantspiller hos den amerikanske klub Houston Dynamo. Han har spillet for klubben siden sommeren 2014, hvor han kom til fra maxicanske Puebla FC. 

## Karriere
Han har tidligere optrådt for Chicago Fire i sit hjemland, for hollandske PSV Eindhoven, for engelske Rangers samt på lejebasis hos Manchester City i den engelske Premier League.
Beasley var i sin tid hos PSV Eindhoven med til at vinde to hollandske mesterskaber og én pokaltitel. I 2008 vandt han den skotske FA Cup med Rangers FC, og var i 2009 og 2010 med til at gøre klubben til mestre.

## Landshold
Beasley står (pr. 20. oktober 2013) noteret for hele 112 kampe og 17 scoringer for USA, som han debuterede for den 27. januar 2001 i et opgør mod Kina. Han repræsenterede sit land ved både VM i 2002, VM i 2006.VM i 2010 og VM i 2014.

## Personlige  liv
Beasley's bror, Jamar Beasley, er professionel futsalspiller, som bl.a. spiller på USA's futsal landshold. 